# Dez Parker
Dez Parker (født 9. november 1987 i Leyland i England) er en britisk MMA-udøver, der konkurrerer i Weltervægt-klassen. Parker har været professionel siden 2013 og kæmpet for større europæiske organisationer inklusive, Cage Warriors og M-1. I 2017, udfordrede han bosniske Roberto Soldic om Superior FC-bæltet men tabte på TKO i 1. omgang.
Parker møder danske Mark O. Madsen til Danish MMA Night den 9. juni 2018 i Brøndbyhallen i København.